# 葛根湯
葛根湯（かっこんとう）は、葛根や麻黄などを原料とする漢方方剤の一種。出典は中国の古典医学書籍である『傷寒論』・『金匱要略』。
「葛」の文字を用い「葛根湯」と表記する場合もある。
葛根湯には、プエラリン、ダイゼイン、パエノフロリン、桂皮酸、グリチルリチン、エフェドリン、ギンゲロールが含まれている。主要な活性成分は、エフェドリンおよびプソイドエフェドリンとされている。

## 構成生薬
- 葛根（クズの根を乾燥させたもののこと）
- 麻黄
- 桂皮
- 芍薬
- 生姜
- 大棗
- 甘草 [6]

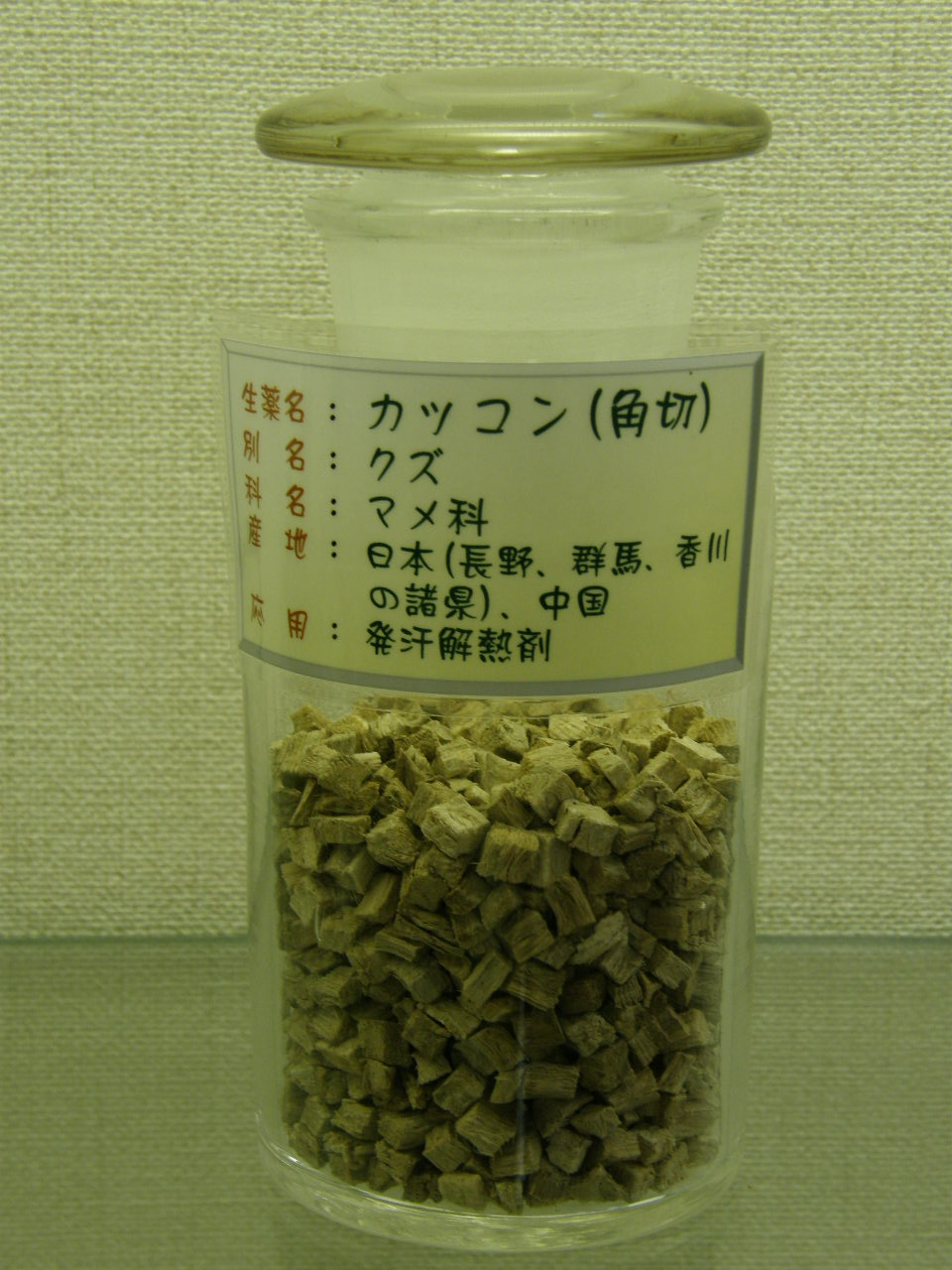
葛根
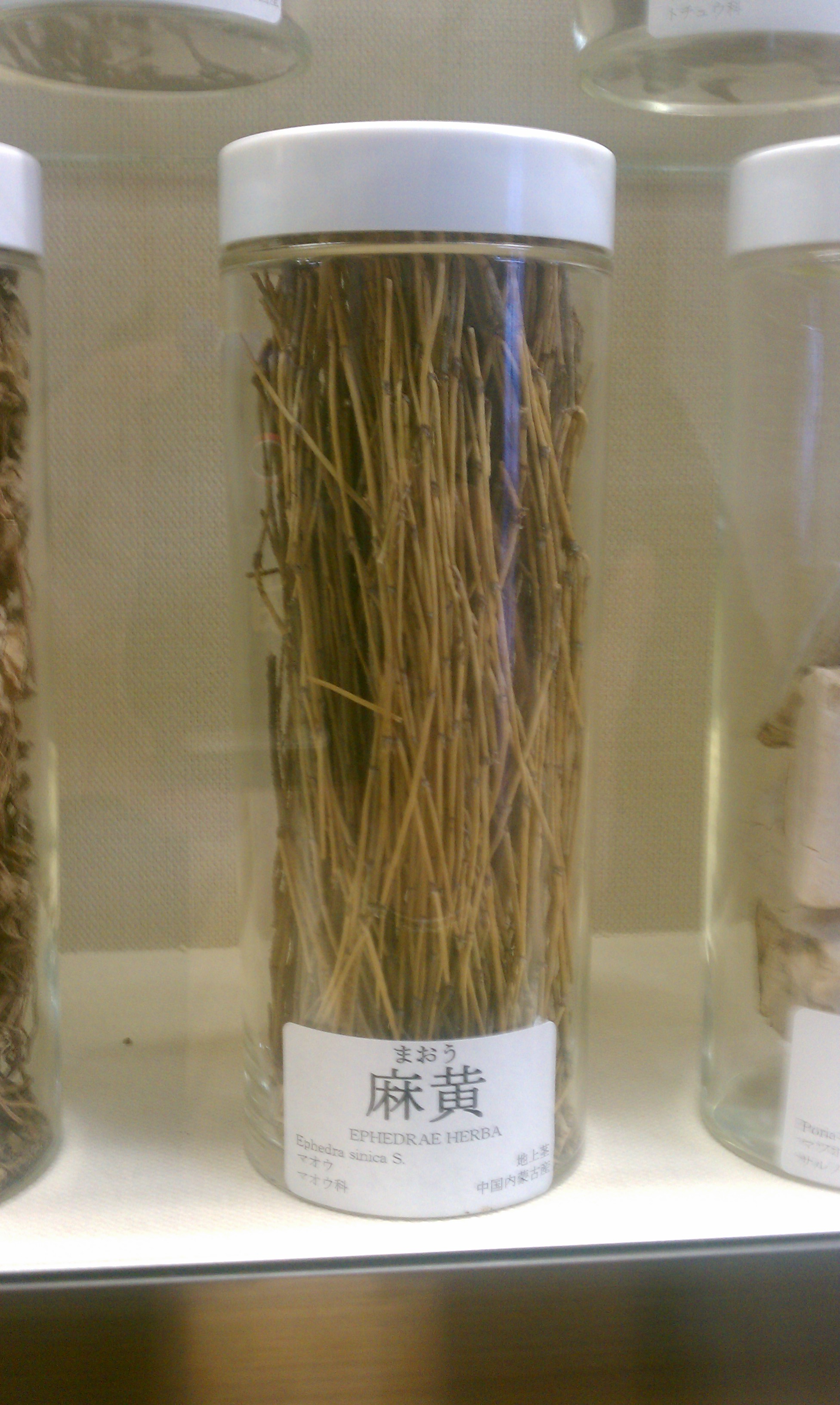
麻黄
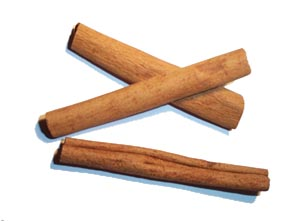
桂皮
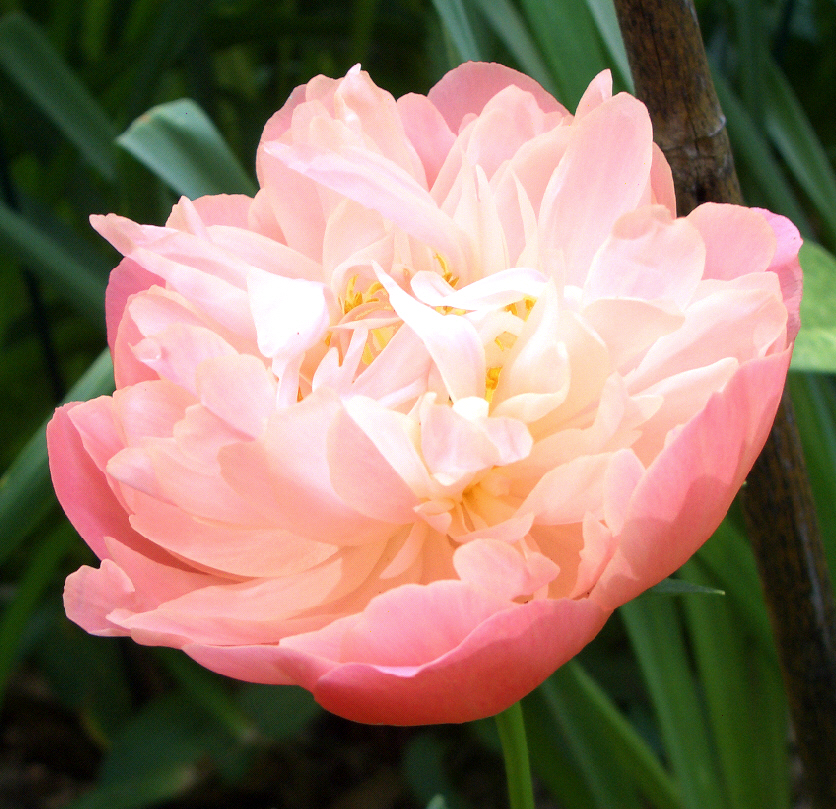
芍薬
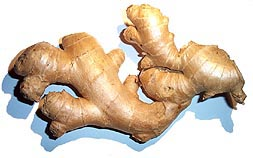
生姜
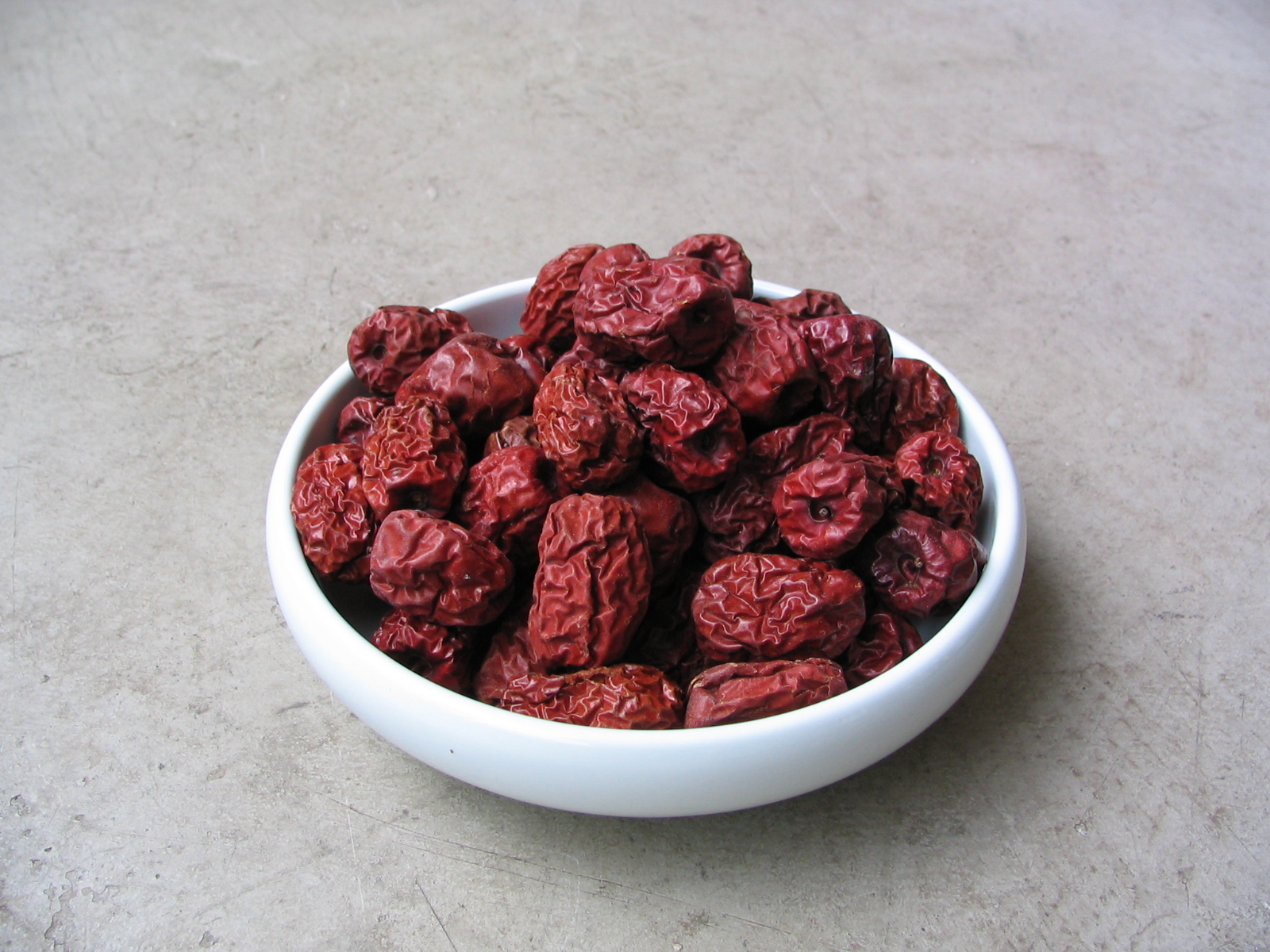
大棗
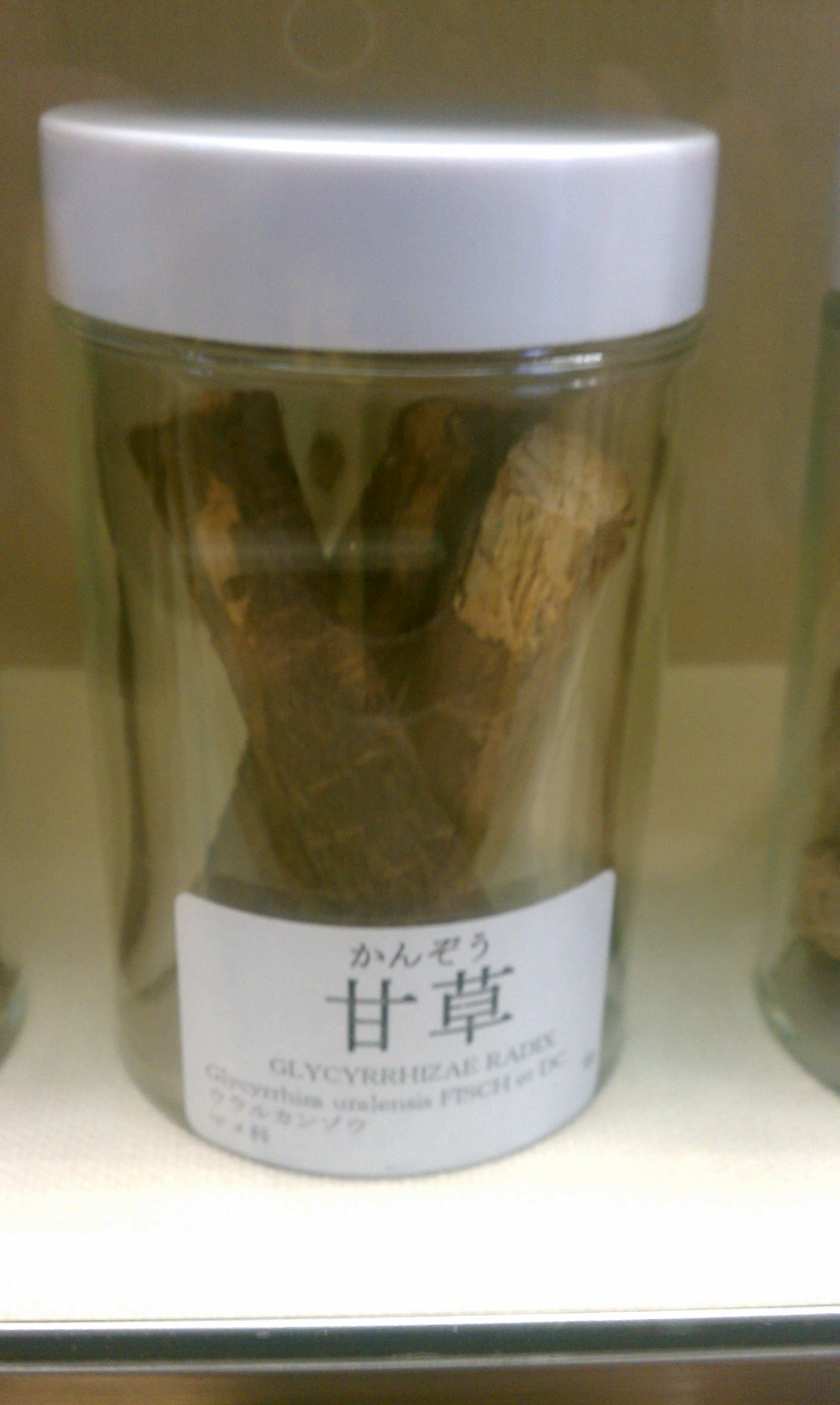
甘草

基本方剤である桂枝湯（桂枝・芍薬・生姜・大棗・甘草）に葛根・麻黄を加えたものである。
桂枝湯と葛根湯両方とも発汗作用があるがその作用効果が異なる。桂枝湯は発汗作用が弱い発汗薬で、これに強い発汗薬である麻黄を加え、より発汗作用を強化した発汗薬が葛根湯である。また、葛根には鎮痛作用がありとくに首筋の凝りをとる作用があるとされる。なお、虚証、寒証の人は葛根湯ではなく桂枝湯を用いる。
芍薬は漢方薬の代表的な鎮痛剤の一つ。生姜・大棗は方剤全体の副作用を緩和する目的でペアで多数の方剤に使われる。甘草には元来喉の痛みをやわらげる作用があるが配合されている量が少ないことからあまり効果が期待されておらず、副作用を緩和する目的で加えられたと考えられる。
原典には、葛根と麻黄を先に煎じ、後から他の生薬を加えてさらに煎じるとされている。この方法は麻黄の主成分であるエフェドリンをより多く抽出することができる。

## 適応
- 風邪の初期で寒気があり汗をかいておらず、肩や首筋のこり、頭痛、鼻水、鼻詰まりなどの症状がある場合。
- 神経痛。血行障害。筋肉痛。
- 初期で慢性化していないもの。

## 鑑別
- 強い発汗作用があるため、汗をかきやすい体質の人が服用したとしても効果が現れにくい。
- 咳や喉の痛みには余り効果がない。口渇があるような明らかな熱証の場合には用いてはいけない。この場合は銀翹散を用いる。
- 虚弱者には桂枝湯や参蘇飲、香蘇散、麻黄附子細辛湯などを用いる。
- 鼻詰まりの改善を目的とする場合、副鼻腔炎を併発している場合は、辛夷清肺湯を用いる。
- 高熱がある場合は、地黄を用いる。
- 関節の痛みが強い場合は、麻黄湯を用いる。

## 局方収載
第十五改正の日本薬局方から、上記構成生薬を乾燥エキス化した「葛根湯エキス」（Kakkonto Extract）が収載された。

## 医学的研究
一つの研究は、「葛（Pueraria lobata）は、ALDH2の阻害剤であるため、二日酔いの解消のための生薬としては不適当であるように思われる」と結論付けている。葛根湯を摂取した15〜30分後、飲酒者は交感神経機能の亢進を示し、この期間が風邪症候群の治療における重要な役割を果たしているかもしれない。また、気道感染に対してよい効果を示したという報告1例や、マウスにおいて食品アレルギー関連消化管症状を和らげるという研究例がある。
- 2022年11月、東北大学が新型コロナウイルス感染症（COVID‑19）の急性期症状に、漢方薬を追加投与した小規模な研究結果を発表した[12][13]。研究は、COVID‑19患者161人を対象に、通常の解熱剤等の治療に加えて「葛根湯＋小柴胡湯加桔梗石膏」を追加投与するグループと、通常の治療のみのグループに分けて、非盲検のランダム化比較試験で経過を比べた[12][13]。結果は、主要評価項目（発熱、咳、痰、疲労、息切れなど、どれか1つの緩和）と副次評価項目（重症化）は対照群と比べて有意差がなく、事前に設定されていない副次評価項目のサブグループ解析で、共変数調整後の解熱累積発生率においてわずかな有意差（HR=1.76 [95%CI: 1.03-3.01]）が見られ、中等度進行（ワクチン未接種で中等度のステージIの患者のみ）においてリスクを下げる傾向が見られた（有意差なし）[12][13][14][15]。

## 葛根湯を題材にした作品
- 葛根湯医者（落語）

落語の枕話の一つ。「頭が痛い」「腹が痛い」「目が痛い」などのどんな患者にも葛根湯を処方してごまかしてしまう。しまいには付添いの人にまで「まあ、いいから」と葛根湯を飲ませるという藪医者の話。
葛根湯医という言葉は上記の通り藪医者という意味合いと、漢方薬というのは数種類の薬剤を調合したものであるから、必要とあらば一つの処方でも取捨選択次第で何種類ものバリエーションが存在するため、それを使いこなせる知識を持った名医であるという意味合いの、2つの側面を持つ。

## 派生物
派生物としては次のようなものがある。
- 葛根湯加川芎辛夷（かっこんとうかせんきゅうしんい） - 川芎と辛夷を加えて鼻づまりや慢性鼻炎を改善する効果をもたせたもの。アレルギー性鼻炎、副鼻腔炎、花粉症等にも応用される[17]。
- 独活葛根湯（どっかつかっこんとう） - 独活を加えて慢性的な肩こりへの効果をより強めたもの。